# Blaue Rose

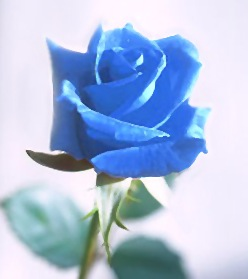
Blaue Rosen konnten zuvor, wie dieses Exemplar, nur durch eingefärbte weiße Rosen hergestellt werden.

Die blaue Rose gilt in Japan als Symbol erfüllter Liebe und wird gerne zu Hochzeiten verschenkt. Auf konventionellem Wege ist es jedoch unmöglich eine blaue Rose zu züchten, da Rosengewächsen ein Stoffwechselweg hierfür fehlt. Es handelt sich um einen gentechnisch veränderten Organismus. Diese Rosensorte besitzt den Markennamen 'Applause', die von dem australischen Blumenzüchtungs-Unternehmen Florigene, einer Tochter des japanischen Misch- und Biotechnologie-Konzerns Suntory, in 20 Jahren Entwicklungszeit gezüchtet wurde. Mittels Gene Silencing wurden die Gene für die roten und orangen Pigmente ausgeschaltet. Aus dem Stiefmütterchen wurde ein neuer Stoffwechselweg und das blaue Pigment aus einer Iris implantiert.